# Юнкевич, Елена
Елена Юнкевич (пол. Helena Junkiewicz; 1923, Отолчице — 19 сентября 1944, Варшава) — польская военнослужащая, участница Второй мировой войны, офицер Войска Польского.

## Биография
До войны Елена училась в средней школе города Пинск, спустя два года её семью выслали в Красноярск в трудовой лагерь. В 1943 году Елена благодаря амнистии для депортированных в Сибирь граждан Польши вступила в Войско Польское, в 1-ю пехотную дивизию, где была назначена заместителем политрука 1-го женского батальона имени Эмилии Плятер. Окончила офицерские курсы в Рязани, была выпущена в звании хорунжего и назначена командиром взвода 3-й Померанской пехотной дивизии. Во время боёв за Варшаву получила тяжёлое ранение и вскоре скончалась.
После войны руководство Польской Народной Республики возвело Елену в ранг национальной героини, боровшейся за свободную, социалистическую Польшу (как и Люцина Герц). 24 октября 1975 в районе Таргувек одна из улиц была переименована в честь Елены Юнкевич.